# Малчиці
Малчиці (словац. Malčice) — село, громада в окрузі Михайлівці, Кошицький край, Словаччина. Село розташоване на висоті 120 м над рівнем моря. Населення — 1340 осіб.
Вперше згадується 1274 року.
В селі є бібліотека та футбольне поле.

## Населення
| Рік:            | 1994. | 2004.   | 2014.    | 2024.   |
| --------------- | ----- | ------- | -------- | ------- |
| Кількість осіб: | 1235  | 1336    | 1501     | 1485    |
| Різниця:        |       | +8,17 % | +12,35 % | -1,06 % |

| Рік:            | 2023. | 2024.   |
| --------------- | ----- | ------- |
| Кількість осіб: | 1464  | 1485    |
| Різниця:        |       | +1,43 % |